# Neal McDonough
Pour les articles homonymes, voir McDonough.
Neal McDonough, né le 13 février 1966 à Dorchester (Massachusetts, États-Unis), est un acteur et producteur américain.

## Biographie

### Carrière

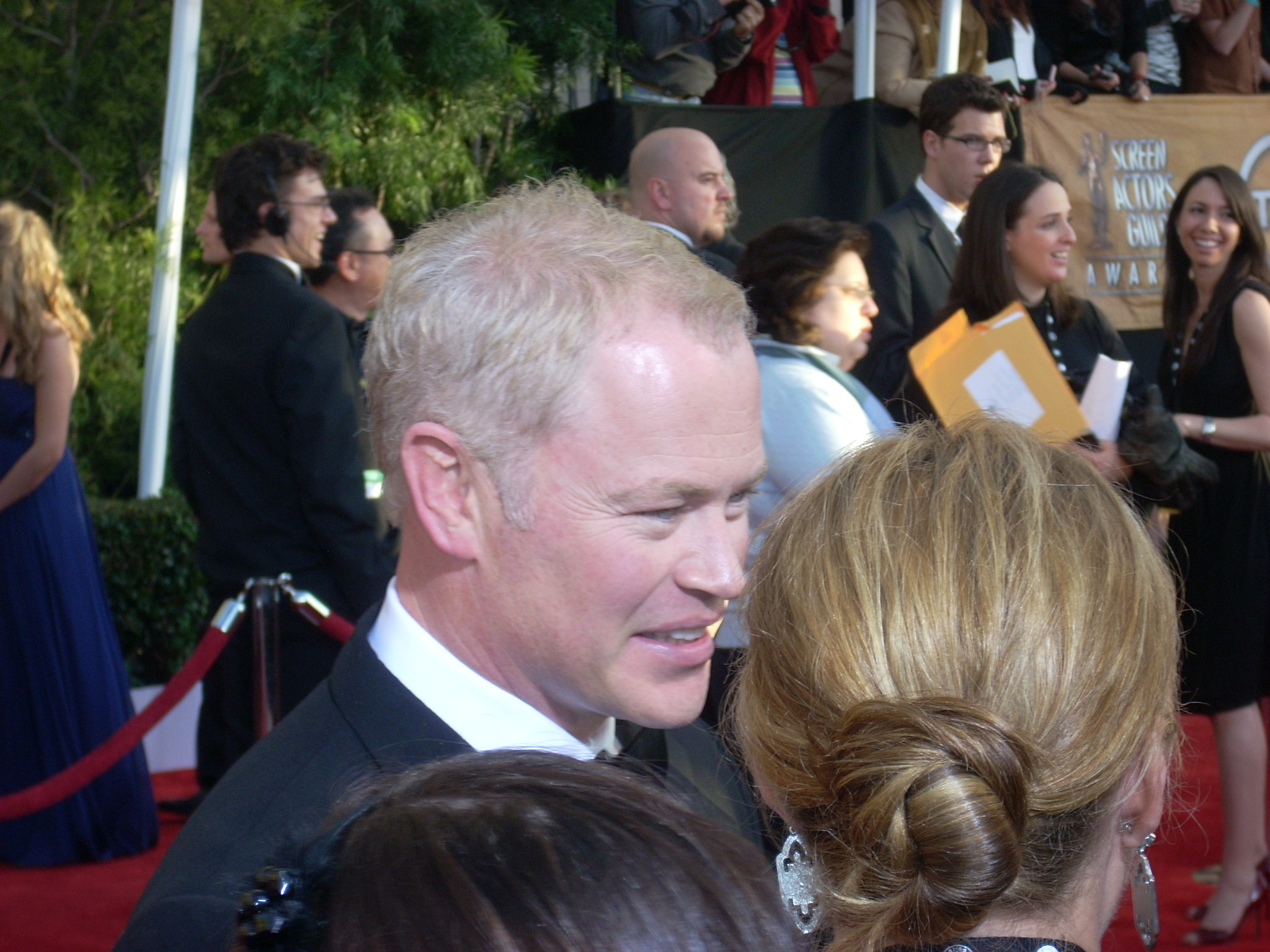
Neal McDonough lors des 15e Screen Actors Guild Awards en janvier 2009.

Neal McDonough a commencé sa carrière en jouant dans les séries américaines. Il était régulièrement présent au casting des nouvelles séries à succès comme Desperate Housewives.
Dans les années 1990, il apparaît dans les séries China Beach, Code Quantum, JAG, Le Client, New York Police Blues, Murder One, Invasion ou encore Profiler et Le Flic de Shanghaï.
De 1996 à 1997, il prête sa voix au Dr Bruce Banner dans la série d'animation L'Incroyable Hulk tandis que Lou Ferrigno prête quant à lui sa voix à son alter ego, Hulk.
Dès 2000, on le voit également dans les séries Frères d'armes, X-Files : Aux frontières du réel, Boomtown, New York 911, Traveler : Ennemis d'État, NIH : Alertes médicales ou encore la 5e saison de Desperate Housewives (2008).
Au cinéma, Neal McDonough a joué dans les films Minority Report (2002) de Steven Spielberg, Prisonniers du temps (2004) de Richard Donner, Tolérance zéro (2004) de Kevin Bray, The Last Time (2006) de Michael Caleo, Mémoires de nos pères (2006) de Clint Eastwood ou encore Coast Guards (2006) de Andrew Davis.
En 2005, il reprend le rôle du Dr Bruce Banner dans le jeu vidéo The Incredible Hulk: Ultimate Destruction.
En 2007, on le voit dans Hitcher de Dave Meyers et 88 minutes de Jon Avnet. En 2009, il est à l'affiche de Trahison de Jeffrey Nachmanoff, aux côtés de Don Cheadle.
En 2011, il prête ses traits au personnage de Marvel Comics Timothy « Dum Dum » Dugan pour les besoins du film Captain America : First Avenger de Joe Johnston, cinquième film de l'univers cinématographique Marvel. Il reprend le rôle la même année dans son adaptation vidéoludique.
En 2012, il apparaît dans la saison 3 de Justified en incarnant le rôle de Robert Quarles, un malfrat sadique qui a décidé de régner sur le comté de Harlan.
En 2013, il joue dans The Marine 3: Homefront aux côtés de la Superstar de la WWE, Mike "The Miz" Mizanin. Il prête également sa voix aux personnages de DC Comics, Flash et Damian Wayne / Nightwing, dans le jeu de combat Injustice: Gods Among Us.
En 2014, il reprend le rôle de Dum Dum Dugan dans une scène flashback du première épisode de la deuxième saison de la série Marvel : Les Agents du SHIELD. Il tient également le rôle de l'assassin Deadshot dans le film d'animation Batman : Assaut sur Arkham de DC Comics. Il apparaît également dans la publicité antifrançaise de Cadillac diffusée à l'occasion du Superbowl.   

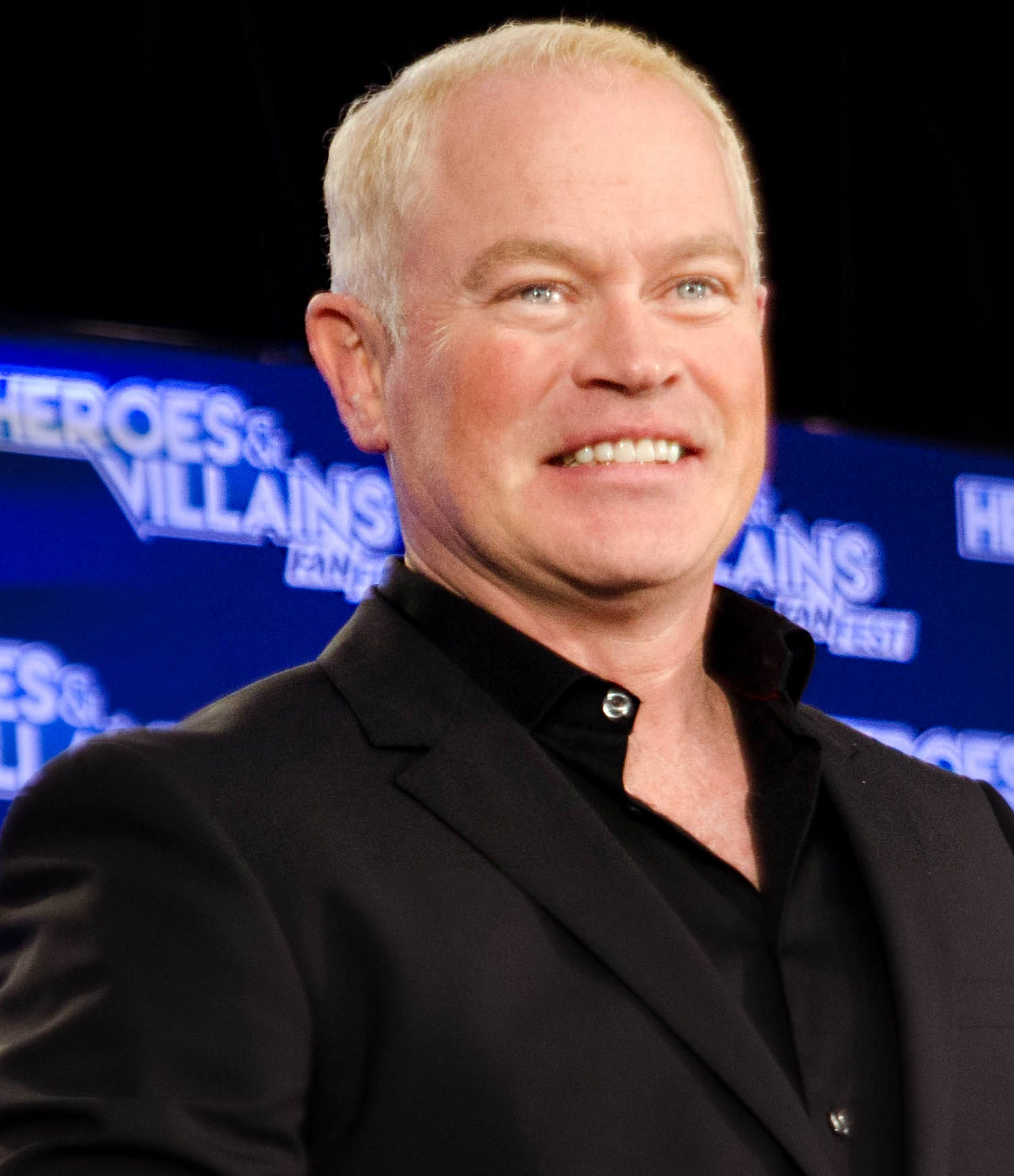
Neal McDonough en 2015.

En 2015, il reprend le rôle de Dum Dum Dugan dans le cinquième épisode de la première saison de la série Agent Carter
. La même année, il apparaît aux côtés de l'actrice Heather Graham ainsi que des acteurs Jeff Goldblum et Ron Perlman, dans la carte Shadows of Evil du mode zombies du jeu vidéo Call of Duty: Black Ops III, 12e épisode de la franchise Call of Duty.
De 2015 à 2016, il incarne le méchant principal de la quatrième saison de la série télévisée Arrow dans le rôle de Damien Darhk. Sa performance est saluée par les critiques dès les premiers épisodes et ses scènes sont souvent jugées comme excellentes et glaçantes.[réf. nécessaire]. En 2015, il tient également le rôle dans le huitième épisode de la deuxième saison de Flash, cet épisode étant un crossover entre les deux séries.
Puis, il rejoint en 2016 la série dérivée de Arrow, Legends of Tomorrow. Il apparaît dans 1 épisode de la saison 1, 9 épisodes de la saison 2 et en tant qu'acteur principal dans la saison 3.
En novembre 2016, il revient dans la série Arrow pour les besoins du crossover Invasion! qui s'avère être le centième épisode de la série.
Il quitte l'Arrowverse en 2018, en précisant faire une pause dans cet univers et n'exclut pas un retour dans quelque temps.
En 2019, il joue dans la deuxième saison du western télévisée Yellowstone portée par Kevin Costner.
De 2019 à 2020, il campe le rôle du général James Harding dans la série historique sur fond de science fiction, Projet Blue Book. La série est annulée après deux saisons.
En 2020, il revient brièvement dans l'Arrowverse, apparaissant dans un épisode de la saison 5 de Legends of Tomorrow. La même année, il joue dans la deuxième saison de la série de science fiction Altered Carbon et interprète un militaire dans Sonic, le film, adaptation des jeux Sonic the Hedgehog,.
En 2021, il apparaît dans deux épisodes de la saison 8 de Flash. Il reprend également le rôle de Dum Dum Dugan dans la série d'animation What If...? et joue le président des États-Unis Dwight D. Eisenhower dans la dixième saison de l'anthologie télévisée horrifique American Horror Story. Au cinéma, on le voit camper le rôle de William Birkin, antagoniste du film Resident Evil : Bienvenue à Raccoon City, nouvelle adaptation des jeux vidéo Resident Evil après la série de films sortis entre 2002 et 2016'.

### Vie privée
Il est marié à Ruvé Robertson depuis mars 2003. Ils ont cinq enfants : Patrick Morgan (né le 28 novembre 2005), Catherine Maggie (née le 14 mai 2007), London Jane (née le 11 janvier 2010), Clover Elizabeth (née le 15 août 2011) et James Hamilton (né le 31 mars 2014).

## Filmographie

### Films
- 1990 : Darkman de Sam Raimi : employé sur le quai #2
- 1994 : Une équipe aux anges (Angels in the Outfield) de William Dear : Whitt Bass
- 1995 : Trois vœux (Three Wishes) de Martha Coolidge : le policier
- 1996 : Guerrier d'élite (en) (One Tough Bastard) de Martha Coolidge : l'agent Ward
- 1996 : Star Trek : Premier Contact (Star Trek: First Contact) de Jonathan Frakes : lieutenant Hawk
- 1997 : Menace toxique (Fire Down Below) de Félix Enríquez Alcalá : le chauffeur du camion
- 1998 : Crossing Paths d'Adam Kreutner : Brian Miano
- 1998 : Telling You (en) de Robert DeFranco : Eddie
- 1999 : Vorace (Ravenous) d'Antonia Bird : Reich
- 1999 : A Perfect Little Man (en) de Jeff Hare : Billy Morrisson
- 2002 : Minority Report de Steven Spielberg : Fletcher
- 2003 : You're Killing Me... d'Antoni Stutz (en) : Peter Gish
- 2003 : They Call Him Sasquatch de David H. Venghaus Jr. : Ned Dwyer
- 2003 : Prisonniers du temps (Timeline) de Richard Donner : Frank Gordon
- 2004 : Tolérance Zéro (Walking Tall) de Kevin Bray (en) : Jay Hamilton
- 2005 : Silent Men de Bashar Shbib : Liam
- 2006 : Coast Guards d'Andrew Davis : Jack Skinner
- 2006 : The Last Time de Michael Caleo : Hurly
- 2006 : Mémoires de nos pères (Flags of Our Fathers) de Clint Eastwood : le capitaine Severance
- 2006 : Machine (en) de Michael Lazar : Ford
- 2007 : Brothers Three : An American Gothic de Paul Kampf : Rick
- 2007 : Hitcher (The Hitcher) de Dave Meyers : lieutenant Esteridge
- 2007 : 88 Minutes de Jon Avnet : Jon Forster
- 2007 : I Know Who Killed Me de Chris Sivertson (en) : Daniel Fleming
- 2008 : Trahison (Traitor) de Jeffrey Nachmanoff : Max Archer
- 2008 : Forever Strong de Ryan Little : coach Richard Penning
- 2009 : Street Fighter: La légende de Chun-Li (Street Fighter: Legend of Chun-Li) d'Andrzej Bartkowiak : M. Bison
- 2010 : Superman/Shazam!: Le Retour de Black Adam (en) de Joaquim Dos Santos (en) : Green Arrow (court-métrage d'animation, voix originale)
- 2011 : Retour mortel (en) (Ticking Clock) d'Ernie Barbarash : Keech
- 2011 : Captain America: First Avenger de Joe Johnston : Timothy « Dum Dum » Dugan
- 2012 : Gladiators (en) (The Philly Kid) de Jason Connery : LA Jim
- 2012 : Little Birds (en) de Elgin James (en) : Hogan
- 2013 : Company of Heroes de Don Michael Paul : lieutenant Joe Conti
- 2013 : The Marine 3: Homefrontde Scott Wiper (en) : Jonah Pope
- 2013 : RED 2 de Dean Parisot : Jack Horton
- 2013 : Agent Carter (en) de Louis D'Esposito : Timothy « Dum Dum » Dugan
- 2014 : Bad Country de Chris Brinker (en) : Daniel Kiersey
- 2014 : Batman : Assaut sur Arkham (Batman: Assault on Arkham) de Jay Oliva et Ethan Spaulding (en) : Deadshot (animation, voix originale)
- 2014 : Falcon Rising (en) d'Ernie Barbarash : Manny Ridley
- 2015 : Paul Blart 2 : Super Vigile à Las Vegas d'Andy Fickman : Vincent Sofel
- 2015 : The Unspoken de Sheldon Wilson : officier Bower
- 2016 : Greater (en) de David Hunt : Marty Burlsworth (également producteur délégué)
- 2017 : 1922 de Zak Hilditch : Harlan Cotterie
- 2018 : Proud Mary de Babak Najafi : Walter
- 2018 : They Might Be Kennedys
- 2018 : Game over Man
- 2020 : Sonic, le film (Sonic the Hedgehog) de Jeff Fowler : le major Bennington
- 2021 : Monsters of Man
- 2021 : Resident Evil : Bienvenue à Raccoon City (Resident Evil: Welcome to Raccoon City) de Johannes Roberts : William Birkin
- 2021 : Apex de Edward John Drake : Samuel Rainsford
- 2022 : There Are No Saints de Alfonso Pineda Ulloa : Vincent

### Télévision

#### Téléfilms
- 1991 : Babe Ruth de Mark Tinker : Lou Gehrig
- 1992 : The Burden of Proof de Mike Robe : John Granum
- 1993 : La secte de Waco (In the Line of Duty: Ambush in Waco) de Dick Lowry : Jason
- 1993 : Jack Reed: Badge of Honor de Kevin Connor
- 1995 : White Dwarf (en) de Peter Markle : Dr Driscoll Rampart
- 1995 : Blue River de Larry Elikann : Edward Sellars
- 1997 : Meurtre en direct (en) de Roger Spottiswoode : Hank Wilson
- 1998 : Grace & Glorie d'Arthur Allan Seidelman : David Greenwood
- 1999 : La ferme aux ballons (en) de William Dear : le shérif
- 2020 : La traque (Red Stone) de Derek Presley : Boon
- 2022 : Tuer pour survivre (Boon)  de Derek Presley : Boon

#### Séries télévisées
- 1991 : China Beach : Lurch (saison 4, épisode 16)
- 1991 : Code Quantum : Chucky Myerwich (saison 4, épisode 2)
- 1992 : Doute Cruel (en) : Neal Henderson (mini-série - 2 épisodes)
- 1993 : La Légende de Prince Vaillant : Spy / King Aramis (animation, voix originale - 2 épisodes)
- 1993 : Jack's Place (en) : Daniel O'Brien (saison 2, épisode 8)
- 1995 : Cybill : Kevin Blanders (saison 1, épisode 3)
- 1995 : VR.5 : Lance Jackson (saison 1, épisode 7)
- 1995 : Iron Man : Firebrand (animation, voix originale - saison 2, épisode 2)
- 1995 : JAG : lieutenant Jay Williams (saison 1, épisode 4)
- 1995 : The Client (en) : Harris Bingham (saison 1, épisode 6)
- 1996 : Murphy Brown : Clive Walker (saison 8, épisode 13)
- 1996 : New York Police Blues : Jerry Selness (saison 3, épisode 22)
- 1996-1997 : L'Incroyable Hulk : Dr Bruce Banner (animation, voix originale - 21 épisodes[24])
- 1996 : Moloney (en) : Rogue Détective (saison 1, épisode 2)
- 1996 : Murder One : Kyle Rooney (4 épisodes[25])
- 1997 : Invasion : Randy North (mini-série - 2 épisodes)
- 1998 : Diagnostic : Meurtre : Ross Canin (saison 5, épisodes 13 et 14)
- 1999 : Voilà ! : Craig (saison 3, épisode 22)
- 1999 : Profiler : Chris Langston (saison 4, épisode 6)
- 2000 : Le Flic de Shanghaï : Kyle Strode (3 épisodes[26] - saison 2, épisodes 17, 18 et 20)
- 2001 : Frères d'armes : lieutenant Lynn « Buck » Compton (mini-série - rôle récurrent, 8 épisodes[27])
- 2001 : Undercover : Eddie Lawson (saison 1, épisode 7)
- 2002 : X-Files : Aux frontières du réel : Robert Comer (2 épisodes - saison 9, épisodes 9 et 10)
- 2002-2003 : Boomtown : David McNorris (rôle principal, 24 épisodes[28])
- 2004-2005 : NIH : Alertes médicales : Stephen Connor (rôle principal, 20 épisodes[29])
- 2005 : New York 911 : Stephen Connor (saison 6, épisode 16)
- 2007 : Traveler : Ennemis d'État : Jack Freed (6 épisodes[30])
- 2007 : Deux princesses pour un royaume : Wyatt Cain (mini-série - 3 épisodes[31])
- 2008-2009 : Desperate Housewives : Dave Williams (rôle récurrent à partir de la saison 5 - 24 épisodes[32])
- 2010 : Terriers : Tom Cutshaw (saison 1, épisode 13)
- 2011 : New York, section criminelle : Monseigneur McTeal (saison 10, épisode 2)
- 2012 : Justified : Robert Quarles (12 épisodes[33])
- 2012 : Perception : Fredrick James Dafoe (saison 1, épisode 4)
- 2012 : Les Experts : Manhattan : Grant Hamilton (saison 9, épisode 4)
- 2013 : Les Experts : Tommy Barnes (saison 13, épisode 18)
- 2013 : Mob City : William Parker (rôle principal, 6 épisodes[34])
- 2014 : Marvel : Les Agents du S.H.I.E.L.D. : Timothy « Dum Dum » Dugan (saison 2, épisode 1)
- 2014-2019 : Suits : Avocats sur mesure : Sean Cahill (17 épisodes[35])
- 2015 : To Appomattox : Joseph Hooker (mini-série, 4 épisodes[36])
- 2015 : Agent Carter : Timothy « Dum Dum » Dugan (saison 1, épisode 5)
- 2015 : Public Morals (en) : Rusty Patton (9 épisodes[37])
- 2015-2016 : Arrow : Damien Darhk (saison 4-5, 20 épisodes[38])
- 2015 et 2021-2022 : Flash : Damien Darhk (saison 2, épisode 8, saison 8 épisodes 4, 5 et 20)
- 2016-2020 : Legends of Tomorrow : Damien Darhk (saison 1-3 et 5, invité récurrent, principal saison 3)
- 2017 : Rogue : Casey Oaks (saison 4)
- 2017 : Survivor's Remorse (en) : Brian (saison 4, épisode 2)
- 2018-2019 : Van Helsing : Hansen / The Boss (saison 4)
- depuis 2019 : Projet Blue Book : Brigadier General James Harding (20 épisodes)
- 2019 : Yellowstone : Malcolm Beck (6 épisodes, saison 2)
- 2020 : Altered Carbon : Konrad Harlan (3 épisodes, saison 2)
- 2020 : The 100 : Anders (5 épisodes, saison 7)
- 2021 : What If...? : Timothy « Dum Dum » Dugan
- 2021 : American Horror Story : Double Feature : Dwight D. Eisenhower (saison 10 - deuxième partie, rôle principal)
- 2022-2023 : 9-1-1 Lone Star : Sergent O'Brian (récurrent saison 4, invité saison 3)
- Depuis 2022 : Tulsa King : Cal Thresher

### Jeux vidéo
- 2005 : The Incredible Hulk: Ultimate Destruction : Bruce Banner
- 2009 : Rogue Warrior : Admiral Payton
- 2011 : Captain America : Super Soldat : Timothy « Dum Dum » Dugan
- 2013 : Injustice : Les dieux sont parmi nous : Flash / Nightwing / Soldat du régime #2
- 2015 : Skylanders: SuperChargers : Astroblast
- 2015 : Call of Duty: Black Ops III : Vincent

## Voix francophones
En version française, Neal McDonough est doublé par Bruno Dubernat dans la quasi-intégralité de ses apparitions entre 2001 et 2021. Il le double dans une trentaine d'œuvres, dont notamment Frères d'armes, Desperate Housewives, l'univers cinématographique Marvel, Les Experts, Justified, Mob City, les séries du Arrowverse, Proud Mary, Projet Blue Book, Yellowstone, Les 100 ou encore Resident Evil : Bienvenue à Raccoon City jusqu'à son décès le 30 mars 2022.
Il est également doublé à six reprises par Guillaume Orsat dans Invasion, Vorace, Prisonniers du temps, Trahison puis le retrouve dans la saison 8 de Flash ainsi que dans Tulsa King.
De son côté, Philippe Vincent le double à quatre reprises, dans Minority Report, Mémoires de nos pères, Suits : Avocats sur mesure et 9-1-1: Lone Star. Enfin, Arnaud Arbessier le double à deux reprises dans New York, section criminelle et Apex, tandis qu'il est doublé à titre exceptionnel par Jérôme Rebbot dans Murder One, Éric Missoffe dans La Ferme aux ballons, Vincent Grass dans Une équipe aux anges, Martin Spinhayer dans The Marine 3: Homefront, Sébastien Hébrant dans 1922, Patrick Pellegrin dans Altered Carbon et Olivier Valiente dans The Jesuit.
En version québécoise, il est doublé à trois reprises chacun par Tristan Harvey dans L'auto-stoppeur, Je sais qui m'a tuée et Le fusilier marin 3 : L'invasion ainsi que par Gilbert Lachance  dans Le Gardien,  Traître et Red 2. Daniel Picard le double à deux reprises dans Street Fighter : La légende de Chun-Li et Paul Blart : Flic du mail 2 tandis qu'il est doublé à titre exceptionnel par Sylvain Hétu dans Star Trek : Premier Contact, Patrick Baby dans Prisonniers du temps et Pierre Auger dans Justice sauvage.